# A magyar labdarúgó-válogatott 2015. március 29-i mérkőzése
A magyar labdarúgó-válogatott Európa-bajnoki selejtezője Görögország ellen, 2015. március 29-én. Ez volt a magyar labdarúgó-válogatott 894. hivatalos mérkőzése és a két válogatott egymás elleni 18. összecsapása. A találkozó 0–0 arányú döntetlennel ért véget.

## Előzmények
A magyar labdarúgó-válogatottnak a görög labdarúgó-válogatott elleni volt az első mérkőzése a 2015-ös esztendőben.
A két ország válogatottja legutóbb 2008-ban találkozott egymással barátságos találkozón, 2008. május 24-én Budapesten, a Puskás Ferenc Stadionban, melyet 3–2 arányban megnyert, Dzsudzsák, Juhász és Vadócz találataival.

## A mérkőzés
| 2015. október 11. 20.45 (CET) |

| Magyarország                    | 0 – 0       | Görögország               |
| ------------------------------- | ----------- | ------------------------- |
| Leandro 10' Elek 55' Pintér 79' | Jegyzőkönyv | 64' Koné 65' Fetfadzídisz |

| Groupama Aréna, Budapest Nézőszám: 22 000 Játékvezető: Szergej Karaszjov (orosz) Asszisztensek: Anton Averianov és Tyihon Kalugin |

### Az összeállítások
| Csapatszínek | Csapatszínek | Csapatszínek |
| Csapatszínek |              |              |
| Csapatszínek |              |              |
|              |              |              |
| Magyarország |              |              |

| Csapatszínek | Csapatszínek | Csapatszínek |
| Csapatszínek |              |              |
| Csapatszínek |              |              |
|              |              |              |
| Görögország  |              |              |

Használt rövidítések (magyar rövidítés – angol rövidítés – poszt):
| - KA – GK – kapus - V – DF – hátvéd - S – SW – söprögető - JV – RB – jobb oldali védő - KV – CB – középső védő - BV – LB – bal oldali védő - JSZV – RWB – jobb szélső védő - BSZV – LWB – bal szélső védő | - KP – MF – középpályás - VKP – DM – védekező középpályás - BKP – LM – bal oldali középpályás - KKP – CM – középső középpályás - JKP – RM – jobb oldali középpályás | - JSZ – RW – jobb szélső - BSZ – LW – bal szélső - TKP – AM – támadó középpályás | - CS – ST, FW – csatár - JCS – RF – jobb oldali csatár - KCS – CF – középső csatár - BCS – LF – bal oldali csatár |

| MAGYARORSZÁG: |    |                  |         |
|               |    |                  |         |
| KA            | 1  | Király Gábor     |         |
| JV            | 5  | Fiola Attila     |         |
| KV            | 23 | Juhász Roland    |         |
| KV            | 4  | Kádár Tamás      |         |
| BV            | 21 | Leandro          | 10'     |
| VKP           | 6  | Elek Ákos        | 55' 70' |
| VKP           | 8  | Tőzsér Dániel    |         |
| BKP           | 18 | Stieber Zoltán   |         |
| KP            | 10 | Gera Zoltán      |         |
| JKP           | 7  | Dzsudzsák Balázs |         |
| CS            | 11 | Szalai Ádám      | 68'     |
| Cserék:       |    |                  |         |
| KA            | 12 | Bogdán Ádám      |         |
| KA            | 22 | Dibusz Dénes     |         |
| V             | 2  | Lang Ádám        |         |
| V             | 3  | Szolnoki Roland  |         |
| KP            | 9  | Koman Vladimir   |         |
| CS            | 13 | Varga Roland     |         |
| KP            | 15 | Hajnal Tamás     |         |
| V             | 16 | Pintér Ádám      | 70' 79' |
| CS            | 17 | Nikolics Nemanja | 68'     |
| CS            | 19 | Priskin Tamás    |         |
| V             | 20 | Guzmics Richárd  |         |
| KP            | 21 | Simon Krisztián  |         |
| Vezetőedző:   |    |                  |         |
| Dárdai Pál    |    |                  |         |

| GÖRÖGORSZÁG:     |    |                              |         |
|                  |    |                              |         |
| KA               | 1  | Orésztisz Karnézisz          |         |
| BV               | 6  | Kiriákosz Papadópulosz       |         |
| KV               | 4  | Kósztasz Manolász            |         |
| KV               | 15 | Vaszílisz Toroszídisz        |         |
| JV               | 3  | Kósztasz Sztafilidisz        |         |
| VKP              | 19 | Szokrátisz Papasztathópulosz |         |
| VKP              | 22 | Andréasz Számarisz           |         |
| BKP              | 17 | Jánisz Fetfadzídisz          | 65' 77' |
| TKP              | 8  | Panajótisz Koné              | 64' 77' |
| JKP              | 10 | Lázarosz Hrisztodulópulosz   | 69'     |
| CS               | 17 | Stefanosz Atanasziadisz      |         |
| Cserék:          |    |                              |         |
| KA               | 12 | Márkosz Vellidisz            |         |
| KA               | 13 | Sztéfanosz Kapíno            |         |
| V                | 2  | Mihálisz Bakákisz            |         |
| KP               | 5  | Tásszosz Lágosz              |         |
| KP               | 7  | Konsztandínosz Fortúnisz     | 69'     |
| CS               | 9  | Áposztolosz Dzsánou          |         |
| CS               | 11 | Jánisz Dzsániotász           | 77'     |
| V                | 16 | Dimitrisz Sziovász           |         |
| CS               | 18 | Nikosz Karelisz              |         |
| V                | 20 | Lukász Víntra                |         |
| KP               | 21 | Konsztandínosz Kacuránisz    | 77'     |
| KP               | 23 | Panajótisz Tahcídisz         |         |
| Vezetőedző:      |    |                              |         |
| Sergio Markarián |    |                              |         |

Asszisztensek:

Anton Averianov (orosz) (partvonal)

Tyihon Kalugin (orosz) (partvonal)

Szergej Lapocskin (orosz) (alapvonal)

Szergej Ivanov (orosz) (alapvonal)

Negyedik játékvezető:

Nyikolaj Golubev (orosz)

## Statisztika
|                       | Magyarország | Görögország |
| --------------------- | ------------ | ----------- |
| Labdabirtoklás        | 39%          | 61%         |
| Támadás               | 10           | 12          |
| Kapura lövés          | 3            | 3           |
| Gól                   | 0            | 0           |
| Blokkolt lövés        | 1            | 4           |
| Szöglet               | 6            | 4           |
| Les                   | 4            | 1           |
| Passzok száma         | 199          | 425         |
| Sikeres passzok száma | 152 (76%)    | 374 (88%)   |
| Szabálytalanság       | 14           | 13          |
| Sárga lap             | 3            | 2           |
| Piros lap             | 0            | 0           |

## Örökmérleg a mérkőzés után
| Magyarország |           | Görögország |
| ------------ | --------- | ----------- |
| 4            | Győzelem  | 8           |
| 6            | Döntetlen | 6           |
| 30           | Gólok     | 26          |
| 14/36        | Pontok    | 22/36       |
| 38,89%       | %         | 61,11%      |

A táblázatban a győzelemért 2 pontot számoltunk el.

### Összes mérkőzés
Győzelem
      Döntetlen
      Vereség
| No.        | Dátum         | Helyszín                        | Nézőszám | Kiírás          | Eredmény                            | Gólszerző(k)                                                                                              |
| ---------- | ------------- | ------------------------------- | -------- | --------------- | ----------------------------------- | --- |
| 1. (210.)  | 1938. 03. 25. | Budapest, MTK-pálya             | 14 000   | vb-selejtező    | Magyarország–Görögország 11–1 (7–0) | Zsengellér 15' 23' (11-esből) 25' 67' 85', Titkos 18' 79', Vincze 30', Nemes 37' 41' 51' ill. Makrisz 90' |
| 2. (510.)  | 1976. 10. 09. | Pireusz, Karaiszkákisz Stadion  | 42 000   | vb-selejtező    | Görögország–Magyarország 1–1 (0–0)  | Kereki 84' ill. Papaioannou 68'                                                                           |
| 3. (521.)  | 1977. 05. 28. | Budapest, Népstadion            | 42 000   | vb-selejtező    | Magyarország–Görögország 3–0 (2–0)  | Pusztai 13', Nyilasi 15', Fazekas 88'                                                                     |
| 4. (534.)  | 1978. 10. 29. | Szaloniki, Kaftanzogliu-stadion | 10 000   | Eb-selejtező    | Görögország–Magyarország 4–1 (0–0)  | Várady 90+1' ill. Galakosz 59' • 67', Ardizoglou 72', Mavrosz 88'                                         |
| 5. (538.)  | 1979. 05. 02. | Budapest, Népstadion            | 15 000   | Eb-selejtező    | Magyarország–Görögország 0–0        | |
| 6. (575.)  | 1983. 05. 15. | Budapest, Népstadion            | 20 000   | Eb-selejtező    | Magyarország–Görögország 2–3 (1–2)  | Nyilasi 24', Hajszán 88' ill. Anasztopoulosz 16', Kosztikosz 33', Papaioannou 51'                         |
| 7. (580.)  | 1983. 12. 03. | Szaloniki, Kaftanzogliu-stadion | 3 000    | Eb-selejtező    | Görögország–Magyarország 2–2 (2–1)  | Kardos 13', Törőcsik 40' ill. Anasztopoulosz 6' • 56'                                                     |
| 8. (609.)  | 1986. 11. 12. | Athén, Olimpiai Stadion         | 25 000   | Eb-selejtező    | Görögország–Magyarország 2–1 (1–0)  | Boda 73' ill. Mitropoulosz 38', Anasztopoulosz 65'                                                        |
| 9. (616.)  | 1987. 10. 14. | Budapest, Népstadion            | 15 000   | Eb-selejtező    | Magyarország–Görögország 3–0 (3–0)  | Détári 4', Bognár 12', Mészáros 15'                                                                       |
| 10. (628.) | 1988. 11. 15. | Pireusz, Karaiszkákisz Stadion  | 500      | barátságos      | Görögország–Magyarország 3–0 (1–0)  | Lagonidisz 4', Tszalouhidisz 52' • 54'                                                                    |
| 11. (637.) | 1989. 10. 25. | Budapest, Népstadion            | 4 000    | barátságos      | Magyarország–Görögország 1–1 (0–0)  | Szekeres 47' ill. Borbokisz 52'                                                                           |
| 12. (671.) | 1992. 11. 11. | Szaloniki, PAOK Stadion         | 55 000   | vb-selejtező    | Görögország–Magyarország 0–0        | |
| 13. (674.) | 1993. 03. 31. | Budapest, Népstadion            | 30 000   | vb-selejtező    | Magyarország–Görögország 0–1 (0–0)  | Aposztolakisz 70' (11-esből)                                                                              |
| 14. (804.) | 2005. 11. 16. | Pireusz, Karaiszkákisz Stadion  | 15 000   | barátságos      | Görögország–Magyarország 2–1 (1–0)  | Kenesei 77' (11-esből) ill. Janakópulosz 31', Kafész 90+1'                                                |
| 15. (819.) | 2007. 06. 02. | Iráklio, Pankritio Stadion      | 19 000   | Eb-selejtező    | Görögország–Magyarország 2–0 (2–0)  | Gekasz 16', Szeitarídisz 29'                                                                              |
| 16. (827.) | 2007. 11. 21. | Budapest, Puskás Ferenc Stadion | 32 300   | Eb-selejtező    | Magyarország–Görögország 1–2 (1–1)  | Buzsáky 7' ill. Vanczák 22', Baszinász 56' (11-esből)                                                     |
| 17. (830.) | 2008. 05. 24. | Budapest, Puskás Ferenc Stadion | 7 000    | barátságos      | Magyarország–Görögország 3–2 (0–1)  | Dzsudzsák 46', Juhász 59', Vadócz 63' ill. Amanatídisz 45', Liberópulosz 90+1'                            |
| 18. (893.) | 2015. 03. 29. | Budapest, Groupama Aréna        | 22 000   | Eb-selejtező    | Magyarország–Görögország 0–0        | |
| 19. (900.) | 2015. 10. 11. | Pireusz, Karaiszkákisz Stadion  | 9 000    | Eb-selejtező    | Görögország–Magyarország 4–3 (1–1)  | Lovrencsics G. 26', Németh 55' 75' ill. Sztafilídisz 5', Tahcídisz 57', Mítroglu 79', Koné 86'            |
| 20. (929.) | 2018. 09. 11. | Budapest, Groupama Aréna        | 0        | Nemzetek Ligája | Magyarország–Görögország 2–1 (2–1)  | Sallai 15', Kleinheisler 42', ill. Manolász 18'                                                           |
| 21. (930.) | 2018. 10. 12. | Athén, Olimpiai stadion         | 8 000    | Nemzetek Ligája | Görögország–Magyarország 1–0 (0–0)  | Mítroglu 65'                                                                                              |

## Tabella
A csoport állása a forduló után
| Csapat         | M | Gy | D | V | G+ | G– | Gk | P  |
| -------------- | - | -- | - | - | -- | -- | -- | -- |
| Románia        | 5 | 4  | 1 | 0 | 7  | 1  | +6 | 13 |
| Észak-Írország | 5 | 4  | 0 | 1 | 8  | 4  | +4 | 12 |
| Magyarország   | 5 | 2  | 2 | 1 | 4  | 3  | +1 | 8  |
| Finnország     | 5 | 1  | 1 | 3 | 5  | 7  | –2 | 4  |
| Feröer         | 5 | 1  | 0 | 4 | 2  | 7  | –5 | 3  |
| Görögország    | 5 | 0  | 2 | 3 | 1  | 5  | –4 | 2  |

További eredmények a fordulóban
| 2015. március 29. | Észak-Írország | 2–1 | Finnország |
| 2015. március 29. | Románia        | 1–0 | Feröer     |